# Nicola River
Der Nicola River ist ein ca. 170 km langer linker Nebenfluss des Thompson River im Süden der kanadischen Provinz British Columbia.

## Flusslauf
Der Nicola River entspringt 18 km westlich des Okanagan Lake auf dem Thompson-Plateau auf einer Höhe von etwa 1600 m. Er fließt anfangs in überwiegend westlicher Richtung. Er durchfließt den Douglas Lake sowie den abflussregulierten Nicola Lake. Anschließend durchfließt er den Norden der Kleinstadt Merritt, bevor er den abflussreichen linken Nebenfluss  Coldwater River aufnimmt. Der Nicola River fließt anschließend 17 km nach Westen. Der Spius Creek mündet linksseitig in den Nicola River. Dieser wendet sich nun nach Nordwesten. Der Nicola River mündet schließlich 3,5 km oberhalb von Spences Bridge in den Thompson River. Der British Columbia Highway 8 folgt ab Merritt dem Flusslauf.

## Hydrologie
Der mittlere Abfluss am Pegel 16 km oberhalb der Mündung beträgt 26,2 m³/s. Das Einzugsgebiet am Pegel umfasst 7100 km². Die Monate Mai und Juni sind gewöhnlich die abflussstärksten.